# 미트리다테스 6세 메가스
미트리다테스 혹은 미트라다테스 6세(고대 그리스어: Μιθραδάτης;, 기원전 135년 - 기원전 63년)는 미트리다테스 대왕으로 알려져 있는 아나톨리아 북부의 폰투스 왕국의 왕이다. 로마 공화정 말기 세명의 유명한 로마 장군(술라, 루쿨루스, 폼페이우스)과 차례로 대적한 것으로 유명하다.

## 초기
미트리다테스 6세는 폰투스의 왕, 미트리다테스 5세의 아들로 기원전 120년경 아버지가 죽자 어머니 게스파이피리스가 왕국을 통치했다. 기원전 115년 그는 어머니로부터 왕위를 빼앗고 왕위에 방해되는 수많은 형제들을 죽인후 통치를 확고히 하였다. 당시 아나톨리아의 폰투스 영토는 미트리다테스 5세가 죽은 뒤 크게 줄어들어 있었는데 파플라고니아가 독립했고 기원전 116년 프리기아는 로마 공화정의 아시아 속주에 통합되었다.
야심찬 미트리다테스는 흑해 연안에서 폰투스의 영향력을 확대하기로 결심하고 크리미아과 콜키스를 폰투스에 합병했다. 그 지역에 사는 그리스인들에게는 스키타이로부터 지켜준다는 명목으로 충성을 약속 받았다. 미트리다테스는 파플라고니아와 갈라티아를 분리하여 비티니아 왕 니코메데스 3세와 나누어 가지는 데 성공하고 다시 카파도키아를 놓고는 비티니아와 전쟁을 벌였다. 기원전 95년과 기원전 92년 로마는 니코메데스와의 동맹을 구실로 두 차례에 걸쳐 개입하였다.

## 미트리다테스 전쟁
비티니아에서는 로마의 조정을 받는 니코메데스 4세가 왕이 되자 그는 니코메데스를 몰아낼 계획을 세웠으나 실패했다. 니코메데스는 로마의 사주를 받아 기원전 88년 폰투스와 전쟁을 벌였고 미트리다테스는 비티니아로 쳐들어가 영토의 대부분을 점령해 버렸다. 로마는 이에 반발했으나 그는 스스로를 헬레니즘의 보호자로 자처하며 자신의 야심을 로마와 그리스간의 전쟁으로 포장하여 이오니아 지방의 그리스인들을 부추겼다. 대아르메니아 왕국의 티그라네스 2세는 미트리다테스와 동맹을 맺고 로마에 대항하기로 하였다.

### 제1차 미트리다테스 전쟁(기원전 88년 - 84년)
이에 격분한 로마는 루키우스 코르넬리우스 술라를 총사령관으로 소아시아에 파견하였고 미트리다테스는 술라를 상대로 4년간의 전쟁을 벌였다. 처음에 그리스인들은 폰투스의 편을 들었으나 점차 술라가 전쟁에서 이기자 로마의 편으로 돌아섰다. 미트리다테스는 아나톨리아의 로마인 8만명을 학살하면서 그리스인에게 결사항전을 주장하였으나 결국 그리스인들의 지지를 돌이키는 데 실패하였다. 한편 로마 본토에서 가이우스 마리우스 문제로 골치 아픈 술라는 서둘러 미트리다테스와 평화협상을 맺고 로마로 돌아갔기 때문에 폰투스는 완전히 괴멸되는 것을 피할 수 있었다.

### 제2차 미트리다테스 전쟁(기원전 83년 - 82년)
술라는 로마로 돌아가면서 루키우스 리키니우스 무레나를 소아시아에 남겨 놓고 현상을 유지하라고 하였는데 무레나는 기원전 83년 미트리다테스가 재무장을 준비한다는 구실로 폰투스를 쳐들어갔다. 이듬해 미트리다테스는 로마를 물리치는 데 성공했다.

### 제3차 미트리다테스 전쟁(기원전 75년 - 65년)
미트리다테스와 로마는 끈임없이 크고 작은 반목을 계속하다가 기원전 75년 전면전으로 확대되었다. 미트리다테스는 칼케돈에서 집정관 마리우스 아우렐리우스 코타를 패배시켰으나, 뒤이어 투입된 루쿨루스에 의해 계속해서 패했다. 그는 기원전 73년에 키지쿠스 바깥으로 쫓겨났고 루쿠룰스에 의해 추격당해 동맹국인 아르메니아의 티그라네스 2세에게 도망쳤다. 루쿨루스는 티그라노케르타, 아르타크사타에서 큰 승리를 거두고 아르메니아 깊숙이까지 추격하였으나 그 뒤 부대 내에서 일어난 반란으로 궁지에 빠졌다.
기원전 66년 로마는 루쿨루스를 소환하고 대신 폼페이우스를 투입하였고 폼페이우스는 미트리다테스와 티그라네스 2세의 아르메니아를 모두 완패시켰다. 폼페이우스는 사실상 2년 만에 전투를 완결하고 소아시아를 완전한 로마의 영향력 아래 두는 데 성공했다.

## 죽음과 그 이후
미트리다테스는 병력과 권력을 모두 잃고 계속 퇴각하였고 기원전 64년 킴메리 보스포루스 반도에 있는 판티카파이움에서 병력을 모아 로마에 반격을 시도하려 했으나 아들인 파르나케스 2세의 반란군에 의해 배반당하고 도망쳤다. 절망에 빠진 미트리다테스는 독약을 먹고 자살하려다 실패하고 부하에게 자신을 죽이도록 명령했다.
그의 시체는 폼페이우스에게 보내졌고, 폼페이우스는 그를 폰투스의 수도 시노페의 왕실묘지에 매장했다.

## 같이 보기
- 보스포로스 왕국